# Geliebte Bestie
Geliebte Bestie (spätere Titel: Meine Heimat ist täglich woanders, Männer müssen so sein und Das Mädchen im Tigerfell) ist ein österreichischer Spielfilm von Arthur Maria Rabenalt. Das Drehbuch hatten Kurt Nachmann und Hans Fritz Köllner verfasst. Es beruht auf dem Roman Männer müssen so sein von Heinrich Seiler. Unter diesem Titel war das Werk bereits 1939 mit Hertha Feiler und Hans Söhnker in den Hauptrollen verfilmt worden. In der Neuverfilmung sind die Hauptrollen mit Gerhard Riedmann, Margit Nünke, Willy Birgel und Mady Rahl besetzt. Seine Uraufführung erlebte das Werk am 18. Februar 1959.

## Handlung
Ruda ist nicht nur ein erfolgreicher Raubtierdompteur, sondern auch noch ein attraktiver Mann, weshalb er von vielen Mädchen angehimmelt wird. Eine seiner Verehrerinnen ist die Tänzerin Beatrix. Liebend gerne würde sie mit ihm im Tigerkäfig auftreten; er aber lacht sie aus, weil er ihr Begehren für Humbug hält. Trotzdem fühlt er sich durch Beatrix’ Zuneigung geschmeichelt. Als er jedoch schon am nächsten Tag abreist, weil er von Direktor Lanzheim keinen Vertrag bekommen hat, ohne sich von der Tänzerin zu verabschieden, ist diese zutiefst gekränkt. Zugleich aber hat Ruda durch sein Verhalten den Ehrgeiz des Mädchens geweckt.
Jetzt darf Beatrix ihren Plan mit dem Dompteur Cavalli verwirklichen. Was der Direktor selbst kaum geglaubt hat: Die Nummer wird ein großer Erfolg und bekommt den Titel „La belle Beatrice“. In jeder Stadt ist die Tournee ausverkauft. In Wien allerdings bahnt sich eine Katastrophe an: Die Pranke eines gereizten Tigers schlägt Cavalli nieder. Als sich die Bestie dann auch auf Beatrix stürzen will, feuert der Kunstschütze Cameron eine Kugel auf das Tier und rettet dem Mädchen das Leben. Die Tigernummer allerdings muss erst einmal ausfallen.
Aus Dankbarkeit stellt sich Beatrix Cameron als neue Partnerin zur Verfügung. In jeder Vorstellung schießt er ihr Zigaretten aus dem Mund und Kleidungsstücke einzeln vom Leib. Diese Nummer ist kaum weniger gefährlich als die mit den Tigern, zumal im Zirkus das Gerücht kursiert, Cameron habe vor einigen Jahren seine damalige Partnerin bei einer Vorstellung tödlich verletzt, nur weil diese zu ihrem Mann, dem Musikclown Dody, zurückkehren wollte.
Ruda wird Cavallis Nachfolger. Mit ihm tritt der am Leben verzweifelte und vom Alkohol gezeichnete Musikclown Dody in das Unternehmen ein. Obwohl das Wiedersehen zwischen Ruda und Beatrix etwas kühl ausfällt, bewundert die Tänzerin den Dompteur, weil er sich so liebevoll um den traurigen Clown kümmert. Ruda beabsichtigt, bei dem Gastspiel in Paris mit den Tigern ein Paradestück abzuliefern. Sorge bereitet ihm dabei nur, dass sich die Tiere auf einmal nicht mehr zähmen lassen wollen.
Beatrix lehnt es ab, mit Cameron einen langfristigen Vertrag abzuschließen. Sie merkt, dass sich ihr Partner in sie verliebt hat, sie aber dessen Liebe nicht erwidert. Cameron wird immer eifersüchtiger, weil er mit ansehen muss, dass sich zwischen dem neuen Dompteur und seiner Partnerin ein Verhältnis anbandelt. Seit einiger Zeit schickt er daher seinen Assistenten Taula nachts zu den Tigern, um sie durch Kokain unruhig zu machen. Er hofft, auf diese Weise das Paar trennen zu können. Camerons finstere Absicht wird jedoch aufgedeckt. Um seiner Strafe zu entgehen, wählt er den Freitod.
Bei der Gala-Vorstellung in Paris darf auch Dody mitmachen. Dabei findet der Clown den Glauben an sich selbst und an seine Kunst wieder. Dann steht die neue Tigernummer auf dem Programm. Nachdem Ruda die Katzen um sich gesammelt hat, betritt Beatrix in einem weiten Mantel den Käfig. Sie lässt den Umhang sanft von ihren Schultern gleiten und beginnt, in ihrem Galatrikot zu tanzen. Die Trommeln klingen dumpf und wirbeln immer schneller. Mit ihnen steigert sich auch das Tanztempo. Als abrupt die Musik abbricht, lässt sich Beatrix zu Boden fallen, und die Tiger jagen in großen Sprüngen über sie hinweg. Als der Applaus losbrandet, sinken sich Ruda und Beatrix glücklich in die Arme.

## Produktionsnotizen
Eine bedeutende Rolle in dem Film spielt die Musik. Komponiert wurde sie von Bert Grund, der auch das Filmorchester leitete. Fred Bertelmann singt in dem Streifen die Schlager
- Zehntausend junge Damen! Und ich der einz‘ge Mann! (Swing-Fox) und
- Meine Heimat ist täglich woanders (Slowfox),

beide getextet von Walter Brandin. Die Außenaufnahmen entstanden im Zirkus Roland. Die Choreografie stammt von Mike de Lutry. Die Bauten wurden von den Filmarchitekten Werner Schlichting und Alexander Sawczynski geschaffen. Charlotte Flemming steuerte die Kostüme bei.

## Kritik
Das Lexikon des internationalen Films zieht folgendes Fazit: „Im Zirkus nichts Neues! Die schon einmal verfilmte Geschichte […] rafft nahezu sämtliche Sensationseffekte zusammen, die seit Stummfilmzeiten in der Manege erprobt sind: Tigernummer mit blutigem Ausgang; dämonischer Meisterschütze, der seine Partnerin tötete, nächtlicher Spuk am Raubtierwagen; melancholischer Clown-Vater; Striptease im Kugelregen.“

## Quelle
- Programm zum Film: Das Neue Film-Programm, erschienen im gleichnamigen Verlag, Mannheim, ohne Nummernangabe